# LTNS
LTNS (en hangul, 엘티엔에스; romanización revisada, Elti-en-eseu) es una serie de televisión web surcoreana escrita y dirigida por Lim Dae-hyung y Jeon Go-woon, y protagonizada por Esom y Ahn Jae-hong. La sigla del título se desarrolla como Long Time No Sex. Se emitió en la plataforma TVING desde el 19 de enero hasta el 1 de febrero de 2024, todos los jueves a las 12:00 (hora local coreana).

## Sinopsis
Woo-jin y Samuel llevan cinco años casados, y la pasión y el afecto entre ellos son cosa del pasado, aunque ella intenta reavivarlos; Woo-jin trabaja como recepcionista en un hotel, donde gana un salario modesto. Samuel esconde su rabia tras una apariencia apacible. Se graduó en una prestigiosa universidad y trabajó para una gran empresa, pero renunció a su trabajo y ahora trabaja como taxista. Samuel hace equipo con Woo-Jin y siguen en secreto a parejas involucradas en aventuras extramatrimoniales, a las que fotografían con el objeto de extorsionarlas y ganar así dinero. Mientras tanto, una historia inesperada contada por un par de amigos les abre los ojos, y Woo-Jin y Samuel deben afrontar su propia relación como pareja.

## Reparto

### Principal
- Esom como Woo-jin, una mujer de buen corazón debajo de su apariencia decidida y agresiva. Soportando el trabajo diario en la recepción de un hotel de tres estrellas, un día descubre accidentalmente el secreto de la pareja de su amiga y cambia el rumbo de su vida, decidiendo vivir mal ante una oferta que no puede rechazar.[5][6][7]
- Ahn Jae-hong como Samuel, un hombre amable que alberga una ira latente bajo la superficie. Se graduó en una prestigiosa universidad y se incorporó fácilmente a una gran empresa, pero tras sufrir una enfermedad mental, dejó la empresa y se convirtió en taxista.[5][6][8][9]

### Secundario
- Lee Hak-joo como Jeong-su, amigo de Samuel.[10][11]
- Kim Sae-byuk como Se-yeon, la esposa de Jeong-su.[10][11]
- Jung Jin-young como Baek-ho, dueño de una tienda, que tiene una aventura con Yeong-ae.[10][11]
- Yang Mal-bok como Yeong-ae, una mujer que tiene una aventura con Baek-ho.[10][11][12]
- Kim Woo-gyeom como Byeong-u, empleado de banco.[10][11]
- Jeong Jae-won como Ga-yeong, un oficinista.[10][11]
- Hwang Hyun-bin como Su-ji.[13]
- Park Jung-soo (ep. 4).[13][14]
- Lee Sung-wook (ep. 4).[13][14]
- Bong Tae-gyu (ep. 4).[13][14]

## Producción
LTNS está coescrita y codirigida por Lim Dae-hyung, director de la película Moonlit Winter (2019) y Jeon Go-woon, directora a su vez del largometraje Microhabitat, cuyos protagonistas son precisamente Esom y Ahn Jae-hong. Se trata para ambos de su primera serie web. Las compañías productoras son Barunson Studios y LTNS Cultural Industry Specialty Limited, proporcionada por TVING.
El 8 de marzo de 2023 la agencia Management MMM anunció que sus afiliados Esom y Ahn Jae-hong protagonizarían la serie. El rodaje comenzó en el mes de julio. El director musical Kim Joon-won utilizó para cada episodio un color musical diferente, de acuerdo con la opinión del director. También las habitaciones del hotel se decoraron de modo diverso para cada pareja, y se usaron colores e iluminación específicos. La escena inicial de los episodios es un beso entre dos personajes, que se rodó con una cámara en mano para dotarla de dinamismo.
Para rodar la escena en que la Woo-jin actual mira a la del pasado, se recurrió a la hermana mayor de Esom, que no es actriz, por su parecido físico. En la mayor parte de las escenas de persecución en coche, fue la misma Esom quien conducía el Mustang.
El 14 de diciembre del mismo año se publicaron imágenes de la primera lectura del guion. El 22 del mismo mes se difundieron un primer avance y un cartel de la serie. El 4 de enero de 2024 la productora lanzó el avance principal y el cartel principal de la serie, al que siguieron cuatro días después los dos carteles de los personajes protagonistas, y el 15 dos nuevos carteles especiales.

## Difusión y recepción
LTNS fue invitada al 28.º Festival Internacional de Cine de Busan, donde el 5, el 6 y el 8 de octubre de 2023 se proyectaron dos de sus seis episodios. La serie fue presentada por los dos guionistas y directores y por los dos protagonistas, en una charla al aire libre en el Centro de Cine de Busan.El 19 de enero de 2024 se estrenará en exclusiva en TVING, donde se lanzarán dos episodios cada jueves durante tres semanas.
La serie fue bien recibida por la crítica: según Shin Young-eun (Star Today), «la actuación realista de los actores y la dirección sofisticada, así como la música sensual, el arte y las técnicas de filmación se combinaron para atraer la atención con su alto nivel de perfección desde el primer lanzamiento».